# Lithobius aeruginosus
Lithobius aeruginosus är en mångfotingart som beskrevs av Ludwig Carl Christian Koch 1862. Lithobius aeruginosus ingår i släktet Lithobius och familjen stenkrypare.

## Underarter
Arten delas in i följande underarter:
- L. a. aeruginosus
- L. a. mongolicus
- L. a. spinosior